# Dreiband-Europameisterschaft für Nationalmannschaften 2019

Logo CEB (ausrichtender Verband)

Die Dreiband-Europameisterschaft für Nationalmannschaften 2019 war die 14. Auflage dieses Turniers, dass in der Billardvariante Dreiband ausgetragen wurde. Sie fand vom 4. bis zum 5. Mai 2019 in Brandenburg an der Havel statt.

## Spielmodus
Es nahmen 24 Mannschaften an dieser EM teil. Es gab eine Gruppenphase in der sich die Gruppensieger für die KO-Phase qualifizierten. In der KO-Phase spielten die acht Mannschaften den Titel aus. Das Turnier wurde wieder im System „Scotch Doubles“ durchgeführt.
Bei Punktegleichstand wird wie folgt gewertet:
1. Matchpunkte (MP)
2. Partiepunkte (PP)
3. Mannschafts-Generaldurchschnitt (MGD)

## Turnierkommentar
Zum zweiten Mal nach 2010 gewann Belgien die europäische Team-EM vor Spanien und Deutschland und Dänemark, die beide Dritter wurden.

## Teilnehmende Nationen

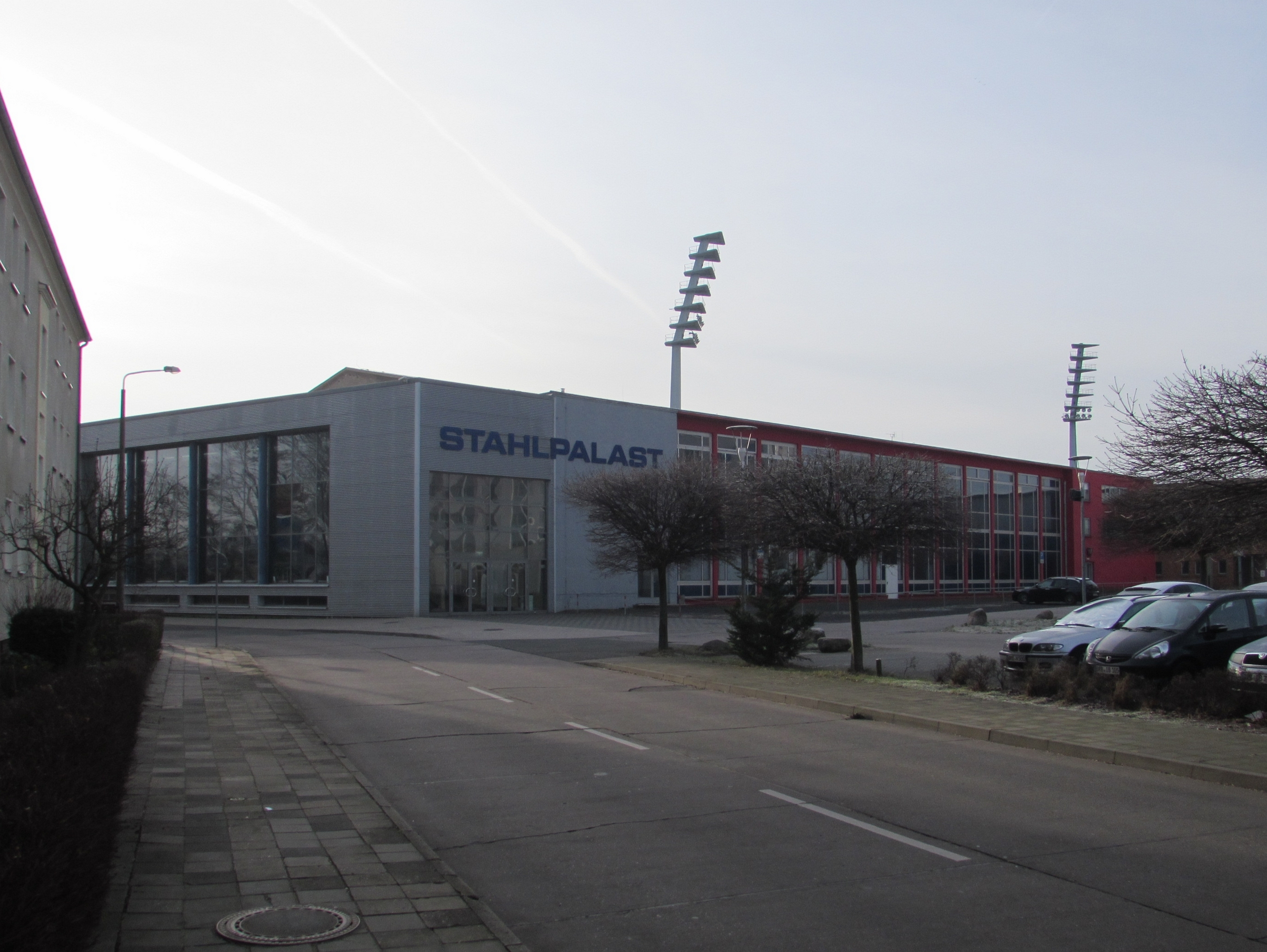
Außenansicht des Stahlpalastes

| Nation         | Spieler 1               | Spieler 2              |
| -------------- | ----------------------- | ---------------------- |
| Türkei 1       | Murat Naci Çoklu        | Lütfi Çenet            |
| Niederlande 1  | Dick Jaspers            | Raimond Burgman        |
| Dänemark 1     | Thomas Andersen         | Dion Nelin             |
| Griechenland 1 | Filipos Kasidokostas    | Nikos Polychronopoulos |
| Frankreich 1   | Jérémy Bury             | Gwendal Marechal       |
| Belgien 1      | Frédéric Caudron        | Eddy Merckx            |
| Deutschland 1  | Martin Horn             | Ronny Lindemann        |
| Österreich     | Arnim Kahofer           | Georg Schmied          |
| Finnland       | Sauli Solhagen          | Paul Figueroa          |
| Spanien 1      | Daniel Sánchez          | Rubén Legazpi          |
| Italien        | Marco Zanetti           | Alessio D’Agata        |
| Schweden       | Torbjörn Blomdahl       | David Pennör           |
| Tschechien     | Radovan Hajek           | Martin Bohac           |
| Portugal       | Rui Manuel Costa        | Paulo Andrade          |
| Schweiz        | Cetin Behzat            | Pierre Alain Rech      |
| Luxemburg      | Carlos Vaz              | Arthur Ludwig          |
| Türkei 2       | Tayfun Taşdemir         | Can Çapak              |
| Niederlande 2  | Jean Paul de Bruijn     | Glenn Hofman           |
| Dänemark 2     | Tonny Carlsen           | Brian Hansen           |
| Griechenland 2 | Kostas Papakonstantinou | Kostas Kokkoris        |
| Frankreich 2   | Jérôme Barbeillon       | Pierre Soumagne        |
| Belgien 2      | Roland Forthomme        | Eddy Leppens           |
| Deutschland 2  | Dustin Jäschke          | Lukas Stamm            |
| Spanien 2      | Javier Palazón          | David Martinez         |

## Finalrunde

### Vorrunde
| Platz | Nation        | MP | Pkte | Aufn | MGD   | BMD   | HS |
| ----- | ------------- | -- | ---- | ---- | ----- | ----- | -- |
| 1     | Belgien 1     | 4  | 80   | 51   | 1,568 | 1,666 | 9  |
| 2     | Niederlande 2 | 2  | 71   | 53   | 1,339 | 1,538 | 8  |
| 3     | Finnland      | 0  | 25   | 50   | 0,500 | -     | 3  |

| Platz | Nation        | MP | Pkte | Aufn | MGD   | BMD   | HS |
| ----- | ------------- | -- | ---- | ---- | ----- | ----- | -- |
| 1     | Niederlande 1 | 4  | 80   | 38   | 2,105 | 3,076 | 11 |
| 2     | Belgien 2     | 2  | 73   | 46   | 1,568 | 1,904 | 8  |
| 3     | Luxemburg     | 0  | 14   | 34   | 0,411 | -     | 2  |

| Platz | Nation    | MP | Pkte | Aufn | MGD   | BMD   | HS |
| ----- | --------- | -- | ---- | ---- | ----- | ----- | -- |
| 1     | Türkei 1  | 4  | 80   | 58   | 1,379 | 1,481 | 7  |
| 2     | Spanien 2 | 2  | 68   | 60   | 1,133 | 1,379 | 7  |
| 3     | Italien   | 0  | 76   | 56   | 1,357 | -     | 7  |

| Platz | Nation    | MP | Pkte | Aufn | MGD   | BMD   | HS |
| ----- | --------- | -- | ---- | ---- | ----- | ----- | -- |
| 1     | Spanien 1 | 4  | 80   | 59   | 1,355 | 1,904 | 7  |
| 2     | Türkei 2  | 2  | 64   | 51   | 1,254 | 1,333 | 6  |
| 3     | Schweiz   | 0  | 46   | 68   | 0,676 | -     | 4  |

| Platz | Nation        | MP | Pkte | Aufn | MGD   | BMD   | HS |
| ----- | ------------- | -- | ---- | ---- | ----- | ----- | -- |
| 1     | Deutschland 1 | 3  | 80   | 59   | 1,355 | 1,481 | 5  |
| 2     | Frankreich 2  | 3  | 80   | 60   | 1,333 | 1,481 | 11 |
| 3     | Tschechien    | 0  | 62   | 65   | 0,953 | -     | 7  |

| Platz | Nation        | MP | Pkte | Aufn | MGD   | BMD   | HS |
| ----- | ------------- | -- | ---- | ---- | ----- | ----- | -- |
| 1     | Frankreich 1  | 4  | 80   | 62   | 1,290 | 1,333 | 5  |
| 2     | Schweden      | 2  | 76   | 69   | 1,101 | 1,081 | 5  |
| 3     | Deutschland 2 | 0  | 63   | 67   | 0,940 | -     | 8  |

| Platz | Nation         | MP | Pkte | Aufn | MGD   | BMD   | HS |
| ----- | -------------- | -- | ---- | ---- | ----- | ----- | -- |
| 1     | Dänemark 1     | 2  | 80   | 59   | 1,355 | 1,481 | 7  |
| 2     | Griechenland 2 | 2  | 66   | 55   | 1,200 | 1,379 | 8  |
| 3     | Portugal       | 2  | 60   | 62   | 0,967 | 1,212 | 8  |

| Platz | Nation         | MP | Pkte | Aufn | MGD   | BMD   | HS |
| ----- | -------------- | -- | ---- | ---- | ----- | ----- | -- |
| 1     | Dänemark 2     | 4  | 80   | 61   | 1,311 | 1,428 | 7  |
| 2     | Griechenland 1 | 2  | 75   | 51   | 1,470 | 2,222 | 8  |
| 3     | Österreich     | 0  | 53   | 46   | 1,152 | -     | 4  |

### KO-Runde
In der Finalrunde wurde bis 40 Punkte gespielt.

|  | Viertelfinale 40 Punkte | Viertelfinale 40 Punkte |                     |                     | Halbfinale 40 Punkte | Halbfinale 40 Punkte |  |  | Finale 40 Punkte | Finale 40 Punkte |
|  |                         |                         |                     |                     |                      |                      |  |  |                  |                  |
|  | Niederlande 1           | 0:2/37(28)/1,321/5      |                     |                     |                      |                      |  |  |                  |                  |
|  | Deutschland 1           | 2:0/40(28)/1,428/5      |                     |                     |                      |                      |  |  |                  |                  |
|  | Deutschland 1           | 2:0/40(28)/1,428/5      | Deutschland 1       | 0:2/22(21)/1,047/6  |                      |                      |  |  |                  |                  |
|  |                         |                         | Deutschland 1       | 0:2/22(21)/1,047/6  |                      |                      |  |  |                  |                  |
|  |                         | Belgien 1               | 2:0/40(21)/1,904/12 |                     |                      |                      |  |  |                  |                  |
|  | Belgien 1               | Belgien 1               | 2:0/40(21)/1,904/12 | 2:0/40(21)/1,904/7  |                      |                      |  |  |                  |                  |
|  | Belgien 1               |                         |                     | 2:0/40(21)/1,904/7  |                      |                      |  |  |                  |                  |
|  | Frankreich 1            | 0:2/32(21)/1,523/5      |                     |                     |                      |                      |  |  |                  |                  |
|  |                         |                         | Belgien 1           | 2:0/40(12)/3,333/11 |                      |                      |  |  |                  |                  |
|  |                         | Spanien 1               | 0:2/20(12)/1,666/8  |                     |                      |                      |  |  |                  |                  |
|  | Dänemark 1              | 2:0/40(23)/1,739/8      |                     |                     |                      |                      |  |  |                  |                  |
|  | Dänemark 2              | 0:2/19(23)/0,826/4      |                     |                     |                      |                      |  |  |                  |                  |
|  | Dänemark 2              | 0:2/19(23)/0,826/4      | Dänemark 1          | 0:2/7(11)/0,636/3   |                      |                      |  |  |                  |                  |
|  |                         |                         | Dänemark 1          | 0:2/7(11)/0,636/3   |                      |                      |  |  |                  |                  |
|  |                         | Spanien 1               | 2:0/40(11)/3,363/10 |                     |                      |                      |  |  |                  |                  |
|  | Türkei 1                | Spanien 1               | 2:0/40(11)/3,363/10 | 0:2/20(16)/1,250/5  |                      |                      |  |  |                  |                  |
|  | Türkei 1                |                         |                     | 0:2/20(16)/1,250/5  |                      |                      |  |  |                  |                  |
|  | Spanien 1               | 2:0/40(16)/2,500/9      |                     |                     |                      |                      |  |  |                  |                  |

### Abschlusstabelle Finalrunde
| MP    | Match Punkte (Sieger = 2; Unentschieden = 1; Verlierer = 0) |
| SV    | Satzverhältnis (nur bei Turnieren im Satzsystem)            |
| Pkte. | Erzielte Karambolagen                                       |
| Aufn. | benötigte Aufnahmen                                         |
| GD    | Generaldurchschnitt                                         |
| MGD   | Mannschafts-Generaldurchschnitt                             |
| BED   | Bester Einzeldurchschnitt eines Spielers                    |
| BEMD  | Bester Einzeldurchschnitt einer Mannschaft                  |
| BSD   | Bester Satzdurchschnitt eines Spielers                      |
| HS    | Höchstserie                                                 |
| WRP   | Weltranglistenpunkte                                        |

| Phase           | Platz | Nation         | MP | Pkte | Aufn | MGD   | BMD   | HS |
| --------------- | ----- | -------------- | -- | ---- | ---- | ----- | ----- | -- |
| Finale          | 1     | Belgien 1      | 10 | 200  | 105  | 1,904 | 3,333 | 12 |
| Finale          | 2     | Spanien 1      | 8  | 180  | 98   | 1,836 | 3,636 | 10 |
| Halb- finale    | 3     | Deutschland 1  | 5  | 142  | 108  | 1,314 | 1,481 | 6  |
| Halb- finale    | 3     | Dänemark 1     | 4  | 123  | 93   | 1,322 | 1,739 | 8  |
| Viertel- finale | 5     | Niederlande 1  | 4  | 117  | 66   | 1,772 | 3,076 | 11 |
| Viertel- finale | 6     | Türkei 1       | 4  | 100  | 74   | 1,351 | 1,481 | 7  |
| Viertel- finale | 7     | Frankreich 1   | 4  | 112  | 83   | 1,349 | 1,333 | 5  |
| Viertel- finale | 8     | Dänemark 2     | 4  | 99   | 84   | 1,178 | 1,428 | 7  |
| Gruppen- phase  | 9     | Frankreich 2   | 3  | 80   | 60   | 1,333 | 1,481 | 11 |
| Gruppen- phase  | 10    | Belgien 2      | 2  | 73   | 46   | 1,568 | 1,904 | 8  |
| Gruppen- phase  | 11    | Griechenland 1 | 2  | 75   | 51   | 1,470 | 2,222 | 8  |
| Gruppen- phase  | 12    | Niederlande 2  | 2  | 71   | 53   | 1,339 | 1,538 | 8  |
| Gruppen- phase  | 13    | Türkei 2       | 2  | 64   | 51   | 1,254 | 1,333 | 6  |
| Gruppen- phase  | 14    | Griechenland 2 | 2  | 66   | 55   | 1,200 | 1,379 | 8  |
| Gruppen- phase  | 15    | Spanien 2      | 2  | 68   | 60   | 1,133 | 1,379 | 7  |
| Gruppen- phase  | 16    | Schweden       | 2  | 76   | 69   | 1,101 | 1,081 | 5  |
| Gruppen- phase  | 17    | Portugal       | 2  | 60   | 62   | 0,967 | 1,212 | 8  |
| Gruppen- phase  | 18    | Italien        | 0  | 76   | 56   | 1,357 | -     | 7  |
| Gruppen- phase  | 19    | Österreich     | 0  | 53   | 46   | 1,152 | -     | 4  |
| Gruppen- phase  | 20    | Tschechien     | 0  | 62   | 65   | 0,953 | -     | 7  |
| Gruppen- phase  | 21    | Deutschland 2  | 0  | 63   | 67   | 0,940 | -     | 8  |
| Gruppen- phase  | 22    | Schweiz        | 0  | 46   | 68   | 0,676 | -     | 4  |
| Gruppen- phase  | 23    | Finnland       | 0  | 25   | 50   | 0,500 | -     | 3  |
| Gruppen- phase  | 24    | Luxemburg      | 0  | 14   | 34   | 0,411 | -     | 2  |